# Autodesk
«Autodesk, Inc» (NASDAQ: ADSK) американська транснаціональна корпорація, найбільший у світі постачальник програмного забезпечення (САПР) для промислового і цивільного будівництва, машинобудування, ринку засобів інформації та розваг.
Починаючи з випуску AutoCAD у 1982 році, компанією Autodesk був розроблений широкий спектр рішень для архітекторів, інженерів, конструкторів, що дозволяють їм створювати цифрові моделі. Технології Autodesk використовуються для візуалізації, моделювання та аналізу поведінки конструкцій, що розробляються на ранніх стадіях проєктування і дозволяють не просто побачити модель на екрані, а й випробувати її. Зараз налічується понад 9 млн користувачів Autodesk по всьому світу.
Autodesk заснована в 1982 році Джоном Вокером (англ. John Walker) і дванадцятьма іншими співзасновниками, штаб-квартира компанії розташована в Сан-Рафаелі (Каліфорнія, США).

## Історія
Першим продуктом Autodesk став розроблений в 1982 році AutoCAD — система автоматизованого проєктування, призначена для роботи на пристроях, відомих у той час як «мікрокомп'ютери», включаючи восьмирозрядну операційну систему CP/M і нові шістнадцятирозрядні IBM Personal Computer (ПК). Вона дозволяла створювати деталізовані креслення і була доступна для багатьох невеликих компаній.
Джон Вокер і 12 інших розробників AutoCAD і стали засновниками Autodesk. У 1985 році компанія стала публічною, здійснивши первинне розміщення.
На початку 90-х була проведена реструктуризація компанії: створено 5 самостійних підрозділів, що займалися розробкою п'яти головних продуктових лінійок компанії. У квітні 1992 року компанію очолила Керол Барц (англ. Carol Bartz), до того обіймала посаду віце-президента Sun Microsystems. Барц стала однією з двох жінок-президентів найбільших технологічних компаній. Після свого призначення вона прагнула досягти таких основних цілей: довести вартість Autodesk до 1999 року до $ 1 млрд і знизити її залежність від AutoCAD як основного джерела доходів.
У тому ж 1992 році Autodesk зупинила розробку нових версій AutoCAD для Unix і Apple Macintosh, а в 1997 році — для MS-DOS, зосередившись виключно на середовищі Microsoft Windows.
На початку 90-х Autodesk почала активно розробляти спеціалізовані версії AutoCAD для різних галузей, включаючи архітектуру, цивільне будівництво та машинобудування. На початку 2000-х компанія також додала в свій портфель ряд продуктів, які не ґрунтуються на AutoCAD, такі як систему інформаційного моделювання будинків Revit і основу технології цифрового прототипу Autodesk Inventor.
У 2004 році AutoCAD став найбільш широко використовуваною у світі САПР серед двомірних неспеціалізованих додатків. Формати файлів DWG і DXF, розроблені спеціально для нього, також стали широко застосовуватися для обміну даними між різними САПР.
1 травня 2006 Autodesk очолив Карл Басс, до того колишній операційний директор (COO) компанії. Керол Барц обійняла посаду першого виконавчого голови ради директорів, яку залишила на початку 2009 року, ставши генеральним директором компанії Yahoo!

## Продукти і рішення
Всього Autodesk в наш час[коли?] випускає близько ста програмних продуктів (повний список на офіційному сайті). Розробкою займаються чотири основних підрозділи, очолювані старшими віце-президентами компанії: «Машинобудування та промисловість» (Роберт Крос), «Архітектура і будівництво» (Джей Бхатт), «Анімація і графіка» (Марк Петі), а також «Базові рішення і розвиток бізнесу» (Амар Ханспал).

### Рішення для промислового виробництва та машинобудування
Рішення для проєктування і дизайну, використовуються в різних галузях промисловості, включаючи машинобудівну, електромеханічну, автомобільну, виробництво промислового обладнання та споживчих товарів. Багато продуктів засновані на технології цифрових прототипів. До рішень цього сегменту відносяться: Autodesk Inventor, продукти сімейства Autodesk Alias, AutoCAD Electrical, AutoCAD Mechanical, Autodesk Vault та ін.
- AutoCAD — система автоматизованого проєктування для двовимірного та тривимірного проєктування і креслення. Ранні версії AutoCAD оперували елементарними об'єктами, такими як кола, лінії, дуги та інші, з яких складалися складніші об'єкти. Однак на сучасному етапі програма містить у собі повний набір засобів, що забезпечують комплексне тривимірне моделювання, зокрема роботу з довільними формами, створення і редагування 3D-моделей тіл і поверхонь, поліпшену 3D-навігацію та ефективні засоби випуску робочої документації. Починаючи з версії 2010, в AutoCAD реалізована підтримка параметричного креслення, тобто можливість накладати на об'єкт геометричні або розмірні залежності. Це гарантує, що при внесенні будь-яких змін до проєкту, певні параметри і раніше встановлені між об'єктами зв'язки зберігаються.
- Autodesk Inventor — базове рішення на основі параметричного 3D моделювання для промисловості. Програма дозволяє проєктувати, візуалізувати і моделювати різні тривимірні об'єкти в цифровому середовищі. В результаті виходить так званий «цифровий прототип», властивості якого повністю відповідають властивостям майбутнього фізичного прототипу аж до характеристик матеріалів.
- AutoCAD Mechanical і AutoCAD Electrical — спеціалізовані рішення для промисловості на основі AutoCAD, призначені для проєктування механічних та електричних систем відповідно. Містять додаткові інструменти й бібліотеки компонентів, орієнтовані саме на використання в машинобудівних галузях.
- Autodesk Showcase — продукт, призначений для створення тривимірних візуалізацій на основі даних САПР.
- Autodesk SketchBook Pro — додаток для малювання і креслення, розроблений спеціально для використання з цифровими планшетами і планшетного ПК.
- Autodesk Alias — сімейство програм (Alias Sketch, Alias Design, Alias Surface і Alias Automotive), призначених для моделювання поверхонь і дизайну зовнішнього вигляду промислових виробів складної форми.
- Autodesk Algor Моделювання та Moldflow Autodesk — інструменти для розрахунку і моделювання деталей і збірок конструкцій на основі цифрового прототипу, а також процесу їх лиття.
- Autodesk Vault — сімейство програм (Vault Виробництво і Workgroup Vault) на основі технології цифрових прототипів для управління проєктами в робочій групі.
- Autodesk Inventor Publisher — рішення, призначене для створення технічних інструкцій і документації на продукцію на основі того ж цифрового прототипу, що був використаний у ході проєктування.

### Рішення для архітектурно-будівельної галузі
Програми цієї групи використовуються переважно різними архітектурними та проєктними майстернями, а також іншими компаніями будівельної сфери для проєктування різних будівель і споруд, моделювання та аналізу їх конструкцій і підсистем і так далі. Серед цих рішень системи параметричного проєктування на основі технології інформаційного моделювання будинків (англ. Building informational modeling — BIM) Autodesk Revit, програми для проєктування підсистем будівель AutoCAD Architecture, AutoCAD Civil 3D і AutoCAD MEP, а також аналітичні комплекси для вирішення завдань екологічно раціонального проєктування.
- Autodesk Revit — програма, що виступає ядром технології інформаційного моделювання будинків. Вона дозволяє опрацьовувати і вивчати концепції майбутніх конструкцій і будівель. До Revit 2013 — сімейство програм Revit Architecture, Revit Structure і Revit MEP. Revit Architecture, як випливає з назви, орієнтований на роботу з архітектурною частиною проєкту, Revit Structure — на проєктування і аналіз конструкцій, Revit MEP — на створення комунікацій і підсистем (електричної, вентиляційної, каналізаційної тощо) будівлі.
- AutoCAD Architecture і AutoCAD MEP — спеціалізовані рішення на основі AutoCAD для роботи над архітектурними кресленнями і проєктування систем електро- і водопостачання, вентиляції та кондиціонування. Розташовують низкою спеціальних інструментів для архітекторів і будівельних інженерів.
- AutoCAD Structural Detailing — програма на основі AutoCAD, яка надає засоби швидкого деталювання, а також створення робочих креслень для виготовлення сталевих і залізобетонних конструкцій. Рішення також підтримує технологію BIM і створено спеціально для проєктувальників та виробників будівельних конструкцій.
- AutoCAD Civil 3D — програма для цивільного будівництва, заснована на технології AutoCAD. Використовується для розробки проєктів у сфері транспорту, землеустрою та інфраструктури. Також підтримує технологію BIM.
- AutoCAD Map 3D — рішення для картографів, геодезистів і фахівців з геоінформаційних систем (ГІС), яке надає можливості прямого доступу до різних форматів даних САПР і ГІС, їх редагування, візуалізації і аналізу в середовищі AutoCAD.
- Autodesk Ecotect Analysis — аналітичний комплекс для оцінки екологічної раціональності архітектурних проєктів. Дозволяє аналізувати такі параметри, як рівень освітленості, якість матеріалів, клімат зони будівництва, енергоефективність та багато іншого, а також планувати весь життєвий цикл будівлі аж до утилізації матеріалів після його деконструкції.
- Autodesk 3ds Max Design — програмний продукт на основі 3ds Max для візуалізації проєктних рішень.

Архітектурно-будівельний підрозділ Autodesk також розробляє програми для спільного управління проєктами, такі як NavisWorks.
- Autodesk NavisWorks — сімейство NawisWorks (Navisworks Manage, Navisworks Simulate та Navisworks Freedom) дозволяє конструкторам і інженерам об'єднувати частини проєкту в загальну цифрову модель для проведення імітаційного аналізу моделювання і аналізу. Таким чином, можна знаходити і усувати проєктні помилки до того, як вони почнуть представляти реальну проблему.

### Рішення для роботи з анімацією, графікою і створення віртуальної реальності
Інструменти для створення мультимедійних матеріалів у всіх сферах індустрії розваг — від візуальних ефектів в кіно і на телебаченні, і корекції кольору до анімації, рендерингу, і розробки комп'ютерних ігор. Серед основних розробок редактори тривимірної графіки Autodesk Maya, Autodesk 3ds Max і Autodesk Softimage, рішення для роботи з анімацією MotionBuilder, система «цифрового ліплення» зображень Mudbox, процесори спеціальних відеоефектів Burn, Inferno, Flame, Flint, Lustre і диму.
- Autodesk Maya — рішення для 3D моделювання, анімації і рендеринга, що використовується при створенні фільмів, телепрограм, ігор і дизайн-проєктів. Maya має відкриту архітектуру, тому всю роботу можна записати в скрипт або запрограмувати, використовуючи API-інтерфейс або одну з двох вбудованих мов програмування — Maya Embedded Language (MEL) або Python.
- Autodesk 3ds MAX — також програма для моделювання, анімації, рендерингу.
- Autodesk Softimage — програма для 3D-анімації персонажів і створення візуальних ефектів. Використовується переважно при створенні кіно, відеоігор, а також у рекламній індустрії.
- Autodesk MotionBuilder — рішення для створення анімації в режимі реального часу. Використовується для створення попередньої візуалізації персонажів на основі рухів реальних акторів. На основі Motion Builder була вибудувана технологія зйомки «віртуального кіно» у фільмі Джеймса Камерона «Аватар».
- Autodesk Mudbox — програма для тривимірного «цифрового ліплення» (так званого 3D-скульптінга) з високою роздільною здатністю.
- Autodesk Lustre — рішення для корекції на основі графічного прискорювача, що дозволяє художникам-колористам вирішувати повсякденні завдання кіноіндустрії і телебачення.
- Autodesk Smoke — інтегрована система для фінальної редакторської обробки рекламних роликів і телепередач класу SD, HD, 2K і вище.
- Autodesk Inferno — масштабована система для створення візуальних 3D-ефектів, дизайну та заключної обробки графіки в телепрограмах і фільмах класу HDTV.
- Autodesk Flame — продукт для створення візуальних 3D-ефектів, дизайну й обробки відео в галузі кіно- і телевізійного виробництва.
- Autodesk Flint — програма, що дозволяє створювати графіку руху, а також інтерактивні 2D/3D-ефекти на стадії поствиробництва телепрограм.

В області роботи з віртуальною реальністю Autodesk розробляє також рішення класу Middleware, такі як Autodesk і Autodesk Kynapse HumanIK.
- Autodesk Kynapse — інструментарій розроблювача в області штучного інтелекту для ігор і моделювання персонажів у реальному часі. Програма дає можливість демонструвати просторове мислення і координувати дії персонажів, що дозволяє виконувати динамічний 3D-пошук шляхів й імітувати переміщення натовпу по складному рельєфу.
- Autodesk HumanIK — рішення зі створення процедурної анімації, призначене для створення високореалістичної та інтерактивної анімації гуманоїдних персонажів для комп'ютерних ігор і симуляцій.

## Безкоштовні рішення та проєкти Autodesk Labs
Ряд програмних продуктів та сервісів компанії (як, наприклад, Design Review і Autodesk Seek) поширюються, на безкоштовній основі. Серед цих рішень додаткові послуги для користувачів комерційного ПЗ Autodesk, вільно розповсюджувані програми та демонстраційні версії технологій, що розробляються в підрозділі Autodesk Labs.
- Autodesk Design Review — безкоштовна програма для перегляду, нанесення електронних позначок, виконання вимірювань, анотування та друку 2D- і 3D-проєктів, що не потребує встановлення вихідних САПР.
- Autodesk DWG Viewer (DWG TrueView + DWG TrueConvert) — безкоштовне рішення для перегляду файлів форматів DWG і DXF і конвертації їх у новіший стандарт (наприклад, DWG 2000 в DWG 2010).
- Autodesk FBX — технологія, що дозволяє спростити процедуру і підвищити точність обміну даними між додатками для створення віртуальної реальності, такими як Maya або Mudbox. Підтримує ряд програм сторонніх розробників.
- Autodesk Seek — онлайн-бібліотека компонентів і даних для продуктів сімейства Revit і AutoCAD MEP. Має інформацію від різних виробників обладнання та комплектуючих, у тому числі 3D-моделями, 2D-кресленнями, специфікаціями, брошурами та описами виробів. Доступ до порталу здійснюється як через вебсайт seek.autodesk.com, так і безпосередньо через інтерфейс САПР.
- Autodesk Freewheel — безкоштовна інтернет-служба обміну 3D- та 2D-проєктами. Володіє функціями інтерактивного перегляду і друку, а також дозволяє впроваджувати інтерактивні проєкти у вебсторінки. При цьому не потрібно завантажувати і встановлювати ніякого додаткового програмного забезпечення.
- AutoCAD Freestyle (раніше Project Cooper) — проєкт Labs Autodesk. Недорога програма для двовимірного малювання, орієнтована на дизайнерів інтер'єрів і ландшафтів, проєктувальників, підрядників і керівників проєктів, яким часто потрібна можливість візуалізувати свої думки та ідеї «на льоту».
- Autodesk Homestyler (раніше проєкт Dragonfly) — проєкт Labs Autodesk. Безкоштовний вебдодаток, призначений для створення дизайну та проєктування приміщень. Пропонує в тому числі доступ до бібліотеки компонентів і варіантів дизайну, створених іншими користувачами.

Проєкт Butterfly — проєкт Labs Autodesk. Інструмент для користувачів AutoCAD, дозволяє редагувати файли формату DWG безпосередньо в браузері, в тому числі і спільно.

## Освітня спільнота
Студентські версії основних програм Autodesk, призначені виключно для використання студентами та викладачами в освітніх цілях, доступні для безкоштовного завантаження з сайту Освітньої спільноти Autodesk (за умови реєстрації). Крім того, на цьому порталі викладені навчальні посібники та матеріали, статті про останні тенденції в технологіях проєктування і дизайну.

## Показники діяльності
У момент початку 2011 року штат компанії налічує 6 500 співробітників.
Виторг за 2010 фінансовий рік (закінчився у лютому 2010) склала $ 1,71 млрд, Чистий прибуток склав $ 247 млн.